# منتخب ساموا الأمريكية تحت 23 سنة لكرة القدم
منتخب ساموا الأمريكية تحت 23 سنة لكرة القدم (بالإنجليزية: American Samoa national under-23 football team) هو ممثل ساموا الأمريكية الرسمي في المنافسات الدولية في كرة القدم في فئة كرة قدم تحت 23 سنة للرجال، يديريه اتحاد ساموا الأمريكية لكرة القدم.